# Jorge Amado Nunes
Pour les articles homonymes, voir Jorge Núñez et Núñez.
Jorge Amado Nunes Infrán, né le 18 octobre 1961 à Berazategui en Argentine, est un footballeur international paraguayen qui évoluait au poste de milieu de terrain, avant de devenir entraîneur.

## Biographie

### Carrière de joueur

#### En club
Jorge Amado Nunes évolue au sein de cinq pays différents : au Paraguay, en Colombie, en Espagne, en Argentine en enfin au Pérou.
Il dispute 29 matchs en première division espagnole avec le club d'Elche, inscrivant deux buts.
Il joue également 26 matchs en Copa Libertadores, marquant six buts. Il inscrit avec l'Universitario de Deportes deux doublés dans cette compétition : contre le Caracas FC en février 1993, puis contre l'Independiente Medellín en avril 1994.

#### En sélection
Jorge Amado Nunes reçoit 30 sélections en équipe du Paraguay entre 1985 et 1993, inscrivant un but. Toutefois, seulement 29 sélections sont officiellement reconnues par la FIFA.
Il dispute six matchs rentrant dans le cadre des éliminatoires du mondial 1986, quatre matchs comptant pour les éliminatoires du mondial 1990, et un match lors des éliminatoires du mondial 1994, pour un bilan de quatre victoires, deux nuls et cinq défaites. 
Il figure dans le groupe des sélectionnés lors de la Coupe du monde de 1986. Lors du mondial organisé au Mexique, il prend part aux trois matchs disputés par son équipe. Il joue à cet effet contre l'Irak, le pays organisateur, la Belgique, et enfin l'Angleterre.
Il participe également à deux Copa América, en 1987 puis en 1993. Il est quart de finaliste de cette compétition en 1993.

### Carrière d'entraîneur
Après avoir raccroché les crampons, il se lance dans une carrière d'entraîneur au sein de son pays natal. Il dirige ainsi les joueurs de l'Universitario de Deportes, puis du Sport Áncash.

## Palmarès(joueur)
| Cerro Porteño - Championnat du Paraguay : - Vice-champion : 1980 et 1984. |  | Deportivo Cali - Championnat de Colombie : - Vice-champion : 1985. |  | Libertad - Championnat du Paraguay : - Vice-champion : 1992. |  | Universitario de Deportes - Championnat du Pérou (1) : - Champion : 1993. |